# Izaskun Bengoa Pérez
Izaskun Bengoa Pérez (Bilbao, 14 de març de 1975) era una ciclista basca que ha combinat tant la pista com la carretera. Es va proclamar diversos cops campiona d'Espanya.

## Palmarès en pista
- 1998
  -  Campiona d'Espanya en Velocitat

## Palmarès en ruta
- 1994
  -  Campiona d'Espanya en contrarellotge
- 1995
  - Vencedora d'una etapa de la Volta a Navarra
- 1996
  -  Campiona d'Espanya en ruta
  - Vencedora d'una etapa del Tour de l'Aude
  - Vencedora d'una etapa a l'Emakumeen Bira
  - 1a la Volta a Navarra i vencedora de 3 etapes
- 1997
  -  Campiona d'Espanya en ruta
  -  Campiona d'Espanya en contrarellotge